# Anale
Analele (neologism preluat din franțuzescul annales care la rândul lui provine din latinescul annus, an) sunt o formă de scriere istorică relativ concisă, care înregistrează în sens cronologic, an de an, evenimentele considerate importante din existența unei societăți sau a unui stat.
Sensul secundar al substantivului anale este acela de publicație științifică anuală.